# 친일파를 위한 변명
친일파를 위한 변명은 대한민국의 칼럼책으로 저자는 김완섭이다. 대한민국에서는 역사적 사실 왜곡 등을 이유로 2002년 4월 8일 청소년유해매체물(간행물)로 지정되었지만, 일본에서는 4개월 동안에 35만 부가 팔렸다.

## 논란
일제강점기를 미화하고 일제의 침략범죄를 부인했다는 점이 비판의 대상이 되고 있다. 그러나 표현의 자유, 사상의 자유, 관용에 대한 탄압이라는 반론도 제기되고 있다.

## 같이 보기
- 표현의 자유
- 사상의 자유
- 김완섭
- 마광수
- 박노자
- 진중권